# Кунео, Сайрус
Сайрус Кунео (англ. Cyrus Cuneo, полное имя Cyrus Cincinato Cuneo, известен как Ciro; (1879—1916) — американский художник, работавший в Англии.

## Биография
Родился в 1879 году в Сан-Франциско в семье  художников и музыкантов с итальянскими корнями. Его родители — Джованни (Джон) и Энни Кунео; братья — Ринальдо (1877—1939) и Эгисто (1890—1972), а также сын Теренс (1907—1996) тоже стали художниками. Семья жила в итальянском районе Сан-Франциско Telegraph Hill недалеко от North Beach.
В октябре 1903 года переехал в Европу, где женился на Нелл Марион Тенисон (Nell Marion Tenison, 1881—1964), с которой познакомился во время учебы у Джеймса Уистлера в Париже. Они переехали в Англию и жили в Лондоне; здесь Кунео писал картины и создавал иллюстрации к журналам и книгам, в числе которых произведения Конан Дойла.
Умер 23 июля 1916 года в Лондоне.